# Хав'єр Варгас
Хав'є́р Варгас Руеда (ісп. Javier Vargas Rueda, нар. 22 листопада 1941, Гвадалахара, Мексика) — мексиканський футболіст, виступав на позиції воротаря.

## Клубна кар'єра
Футбольну кар'єру розпочав 1962 року в «Атласі», кольори якого захищав до 1975 року (за винятком сезону 1973/74 років, коли Хав'єр грав за «Сан-Луїс»). Разом з командою в сезонах 1965/66 та 1972/73 років ставав віцечемпіоном Мексики, а в сезоні 1967/68 років — володарем кубку Мексики. Останні чотири роки кар'єри футболіста провів у «Халіско».

## Кар'єра в збірній
У період з 1966 по 1969 рік зіграв 17 матчів за національну команду. Поїхав третім воротарем на чемпіонат світу 1966 року, де не зіграв жодного матчу, оскільки програв конкуренцію легендарному мексиканському воротарю Антоніо Карбахалю та гравцю «Гвадалахари» Ігнасіо Кальдерону. Мексиканці ж вибули з турніру за підсумками групового етапу. У 1967 році допоміг збірній виграти золоті медалі Панамериканських ігор.
Учасник Олімпійських ігор 1968 року, на яких зіграв 6 матчів.

## Досягнення
«Атлас»
- Кубок Мексики
  -  Володар (1): 1967/68

Мексика
- Срібний призер Чемпіонату націй КОНКАКАФ: 1967
- Переможець Панамериканських ігор: 1967